# Friedrich Wilhelm Hermann Hunnius
Friedrich Wilhelm Hermann Hunnius (1762 in Kapellendorf – 17. Februar 1835) war ein deutscher Theaterschauspieler, Sänger, Theaterleiter und Theaterregisseur.

## Leben
Hunnius, ein Sohn des Amtsaktuars und Landrichters Friedrich Wilhelm Hunnius (1722–1792), vollendete seine Rechtsstudien und betrat als Justizaktuar die Beamtenlaufbahn. Allein die Kulissen waren ihm von jeher lieber als die Amtsstube, und gar bald überwog die Neigung zum Theater gänzlich, er trat aus dem Dienst und eilte auf die Bretter.
Er begann bei einer reisenden Gesellschaft (1785), kam von dort zur Bellomoschen Truppe nach Weimar (Debüt: 10. Oktober 1786 als „Freysinn“ in Der offene Briefwechsel) und 1789 zur Waeserschen [Gesellschaft] nach Breslau. 1791 kehrte er nach Weimar zurück, verblieb daselbst zwei Jahre und trat 1793 an die Spitze des Deutschen Theaters in Amsterdam, mit demselben in den größten Städten Deutschlands gastierend.
Das klassische Weimar (zu dieser Zeit unter Leitung von Johann Wolfgang von Goethe), zog ihn wieder an, und 1797 finden wir ihn wieder als Schauspieler daselbst, und zwar bis 1799. Während dieser Zeit war er mit Friedrich Schiller bekannt, der ihn als Schauspieler selber vorschlug. Danach durchzog er teils als Prinzipal, teils als Schauspieler Deutschland, Russland und Ungarn. Dies währte bis 1817. In diesem Jahr zog ihn seine alte Neigung wieder heim nach Weimar. Nun wirkte er noch vier Jahre daselbst (auch als Regisseur) und beschloss am 17. Februar 1835 sein Leben.
Hunnius hat nicht nur Hervorragendes als Bühnenleiter geleistet und sich über ein Vierteljahrhundert als Theaterdirektor bewährt, sondern auch als Schauspieler in der Oper wie im Drama und Lustspiel mit großem Erfolg gewirkt. Besonders komische Alte, polternde Väter und Intriganten im Schauspiel sagten ihm zu. Mit der Darstellung jüdischer Figuren erzielte Hunnius häufig großen Publikumserfolg.